# Surrender (álbum de Rüfüs Du Sol)
Surrender es el cuarto álbum de estudio del grupo australiano de dance alternativa Rüfüs Du Sol, lanzado el 22 de octubre de 2021.
Tras el anuncio el 24 de septiembre de 2021, Tyler Jenke de Rolling Stone Australia dijo: «El resultado es un disco en el que los tres artistas se unen a través de la música, trascienden la intimidad del mundo que han construido juntos y exploran nuevos terrenos en términos de audacia y valentía. En resumen, Surrender es el disco más logrado y especial de Rüfüs Du Sol hasta la fecha».
En los J Awards de 2021, el álbum fue nominado a Álbum Australiano del Año.
En la edición de 2022 de los ARIA Music Awards, el álbum fue nominado a Álbum del Año, Mejor Grupo, Mejor Lanzamiento Dance/Electrónico y Mejor Álbum Mixto.

## Promoción

### Sencillos
«Alive» se lanzó como sencillo principal el 13 de julio de 2021. La canción alcanzó el número 62 en la lista ARIA Singles Chart. «Next to Me» se publicó el 11 de agosto de 2021 como segundo sencillo del álbum. Alcanzó el número 60 en la lista ARIA Singles Chart. «On My Knees» se publicó el 24 de septiembre de 2021 como tercer sencillo del álbum, junto con el anuncio del mismo. Alcanzó el número 68 en la lista ARIA Singles. «I Don't Wanna Leave» se publicó el 22 de octubre de 2021 como cuarto y último sencillo del álbum, junto con el estreno de su vídeo.

## Recepción

### Crítica
Ryan Middleton, de Magnetic Mag, dijo: «Sónicamente, hay algunas similitudes con Solace. Captura el lado oscuro y melancólico de su trabajo con algunos ritmos house por debajo en muchas de las canciones para proporcionar himnos bailables de desamor». Middleton concluye al decir: «Rüfüs Du Sol vuelve a ofrecer lo mejor a sus fans con Surrender. Hay momentos brillantes y alegres que salen disparados de los altavoces, además de la angustia y los ritmos contoneantes que sustentan gran parte del disco. Han dominado la sensación de directo de la música electrónica progresiva, melódica y lista para la pista de baile».
Lisa Kocay, de Forbes, ha declarado: «El conjunto de la obra es texturalmente diverso, y ofrece emociones crudas, voces cautivadoras, paisajes sonoros orgánicos y cinematográficos, sintetizadores inquietantes, sonidos celestiales y momentos diseñados para la pura euforia en la pista de baile. De hecho, este trabajo demuestra ser otra producción magistral del grupo».
Cat Woods, de NME Australia, dijo que el trío «...ofrece optimismo atmosférico pero nada nuevo» y añadió «[el álbum] está lleno de mantras, letras sensibleras y sensibleras que sonarían falsas y forzadas en manos menos hábiles. Pero Rüfüs Du Sol saben que el poder de la música house, con su percusión rica y palpitante y sus sintetizadores envolventes, puede hacer que hasta el más tonto de los mantras suene como un sermón eufórico».

### Comercial
En Nueva Zelanda, Surrender debutó en el número 27 de la RMNZ Top 40 Albums Chart en la lista del 1 de noviembre de 2021. La semana siguiente, el álbum cayó fuera de los 40 principales. «I Don't Wanna Leave» y «Make It Happen» debutaron en los números 10 y 38, respectivamente, tras el lanzamiento del álbum. Ambas canciones se retiraron una semana después.

#### Listas
| Lista (2021)                             | Mejor posición |
| ---------------------------------------- | -------------- |
| Australian Albums (ARIA)                 | 1              |
| Lithuanian Albums (AGATA)                | 58             |
| New Zealand Albums (RMNZ)                | 27             |
| Suiza (Schweizer Hitparade)              | 89             |
| Reino Unido (UK Dance Albums)            | 6              |
| Estados Unidos (Top Heatseekers Albums)  | 1              |
| Estados Unidos (Dance/Electronic Albums) | 2              |

| Lista(2021)                     | Posición |
| ------------------------------- | -------- |
| Australian Artist Albums (ARIA) | 30       |

| Lista (2022)             | Posición |
| ------------------------ | -------- |
| Australian Albums (ARIA) | 100      |

## Lista de canciones
Todas las canciones han sido escritas y producidas exclusivamente por Rufus Du Sol, excepto donde se indique lo contrario.
| Surrender |                                        |                                    |                     |          |  |
| N.º       | Título                                 | Escritor(es)                       | Productor(s)        | Duración |  |
| 1.        | «Next to Me»                           |                                    |                     | 5:14     |  |
| 2.        | «Make It Happen»                       | Hunt George Lindqvist Jason Evigan | Rufus Du Sol Evigan | 5:12     |  |
| 3.        | «See You Again»                        |                                    |                     | 5:20     |  |
| 4.        | «I Don't Wanna Leave»                  | Hunt George Lindqvist Evigan       | Rufus Du Sol Evigan | 4:29     |  |
| 5.        | «Alive»                                | Hunt George Lindqvist Evigan       | Rufus Du Sol Evigan | 5:34     |  |
| 6.        | «Alive» (reprise)                      | Hunt George Lindqvist Evigan       | Rufus Du Sol Evigan | 0:39     |  |
| 7.        | «On My Knees»                          | Hunt George Lindqvist Evigan       | Rufus Du Sol Evigan | 4:21     |  |
| 8.        | «Wildfire»                             | Hunt George Lindqvist Evigan       | Rufus Du Sol Evigan | 4:10     |  |
| 9.        | «Surrender» (featuring Curtis Harding) |                                    |                     | 5:36     |  |
| 10.       | «Devotion»                             |                                    |                     | 5:19     |  |
| 11.       | «Always»                               |                                    |                     | 7:28     |  |
| 53:22     |                                        |                                    |                     |          |  |